# Волфганг Фридрих фон Хоенлое-Валденбург
Волфганг Фридрих фон Хоенлое-Валденбург (на немски: Wolfgang Friedrich von Hohenlohe-Waldenburg; * 17 април 1617, Валденбург; † 28 март 1658, Валденбург) е граф на Хоенлое-Валденбург.

## Произход
Той е най-възрастният син на граф Филип Хайнрих фон Хоенлое-Валденбург (1591 – 1644) и съпругата му графиня Доротея Валбурга фон Хоенлое-Нойенщайн (1590 – 1656), дъщеря на граф Волфганг фон Хоенлое-Вайкерсхайм (1546 – 1610) и графиня Магдалена фон Насау-Диленбург (1547 – 1633). Брат е на Филип Готфрид фон Хоенлое-Валденбург (1618 – 1679).
Волфганг Фридрих умира без наследнк на 28 март 1658 г. във Валденбург на 40 години и е погребан там.

## Фамилия
Волфганг Фридрих се жени на 24 юни 1646 г. във Валденбург за Ева Кристина фон Хоенлое-Лангенбург (* 24 декември 1621, Лангенбург, † 25 май 1681, Валденбург), дъщеря на граф Филип Ернст фон Хоенлое-Лангенбург и съпругата му графиня Анна Мария фон Золмс-Зоненвалде. Те имат децата:
- Доротея Мария (1647 – 1695), омъжена на 22 септември 1667 г. във Валденбург за граф Филип Албрехт Шенк фон Лимпург (1648 – 1682), син на граф Йохан Вилхелм Шенк фон Лимпург-Шмиделфелд (1607 – 1655) и Мария Юлиана фон Хоенлое-Лангенбург (1623 – 1695)
- Сузана София Луиза (1648 – 1691), омъжена на 25 май 1681 г. във Валденбург за граф Фридрих Еберхард фон Льовенщайн-Вертхайм-Вирнебург (1629 – 1683), син на граф Фридрих Лудвиг фон Льовенщайн-Вертхайм-Вирнебург (1598 – 1657) и Анна Хедвиг цу Щолберг-Ортенберг (1599 – 1634)
- Карл Филип Фридрих (1649 – 1649)
- Мария Юлиана (*/† 1650)
- Йоахим Хайнрих (1651 – 1651)
- Анна Елизабет Елеонора (1652 – 1723)
- Филипина Фридерика Христина (1654 – 1662)
- Мария Клара (1657 – 1657)
- Георг Фридрих (1655 – 1655)